# Margarethe Noé von Nordberg
 Margarete Noé von Nordberg, conocida como Margarete Schell-von Noé (Viena, 2 de junio de 1905 - Preitenegg, 29 de noviembre de 1995) fue una actriz austriaca.

## Biografía
También conocida como Margarete Schell-von Noé, nació en Viena, Austria. En 1923 conoció en el Teatro de Cámara de Múnich al escritor suizo Hermann Ferdinand Schell con el que se casó más adelante.
Tras el Anschluss en 1938, la familia huyó del nazismo yendo a vivir a Zúrich. Tuvo cuatro hijos, que se convirtieron también en actores: Maria, Carl, Maximilian e Immy Schell. Todos sus hijos consiguieron una carrera con un reconocimiento superior al de su madre, que renunció casi por completo a su carrera. Sin embargo, en Suiza se ocupó como profesora de actuación.
Actuó en dos largometrajes bajo la dirección de su hijo Maximilian: en 1973 fue Frau Buchmann en Der Fußgänger, y en 1975 Frau Schönler en la adaptación de Friedrich Dürrenmatt Der Richter und sein Henker. 
En 1992 publicó unas memorias tituladas Mutter ist die schönste Rolle. Falleció el 29 de noviembre de 1995 tras una larga enfermedad en Preitenegg, Austria. El 4 de diciembre fue enterrada en el cementerio de esa localidad.

## Filmografía
- 1943 : Matura-Reise
- 1973 : Der Fußgänger
- 1975 : Der Richter und sein Henker